# Diga di Ridracoli
La diga di Ridràcoli è una diga ad arco-gravità che sbarra il corso del fiume Bidente nei pressi dell'abitato di Ridracoli, a Bagno di Romagna (FC), formando l'omonimo lago artificiale. È una delle dighe più grandi e importanti dell'Emilia-Romagna e dell'Italia settentrionale.
Quest'opera idraulica, per ottenere resistenza, sfrutta un sistema ibrido tra quello delle dighe ad arco (che scaricano il peso sulla parete rocciosa grazie alla forma) e quello delle dighe a gravità, più tozze e massicce. È alta 103 metri e mezzo, con una larghezza massima di 36 metri alla base; sul camminamento superiore la larghezza è di soli 10 metri. La lunghezza dell'arco è di 432 metri, per un totale di 600 000 metri cubi di calcestruzzo. La struttura si sviluppa in larghezza su 27 conci, posati su un pulvino che segue il profilo della diga, a spessore variabile. Tra essi è inserito uno spesso strato di neoprene nero per rendere elastico (circa 5 cm di oscillazione) il comportamento dell'opera di contenimento al variare del contenuto idrico e del peso della colonna d'acqua.
Nella spalla destra della diga si trovano gli impianti per la presa dell'acqua, che viene poi inviata all'acquedotto che alimenta le coste romagnole. La presa avviene da due imbocchi distanti tra loro 50 metri in verticale, per ottimizzare le condizioni di temperatura e torbidità dell'acqua. L'acquedotto della Romagna ha una condotta principale di 33 chilometri, capace di 3000 litri al secondo. È gestito da Romagna Acque S.p.A. e raggiunge cinquanta comuni tra le province di Ravenna, Forlì-Cesena, Rimini e la Repubblica di San Marino. In tutto, fornisce acqua a circa un milione di persone.
Presso la diga di Ridracoli nel 1996 sono state girate alcune scene del film Vesna va veloce.
Nel 2014 è stato girato il videoclip della canzone Come vorrei di Vasco Rossi, primo singolo estratto dall'album Sono innocente

## Storia dell'opera
Il progetto dell'acquedotto della Romagna, che avrebbe dato luogo alla diga e al lago artificiale, è iniziato nei primi anni sessanta; la progettazione della diga risale al 1974.
La scelta del luogo fu fatta sulla base di un insieme di considerazioni: una zona priva di insediamenti urbani e produttivi che assicurava qualità delle acque; una conformazione morfologica con strati impermeabili; un dislivello che permetteva una distribuzione agevole; una posizione grosso modo centrale rispetto ai comuni da servire.
Le opere di consolidamento dei versanti e di scavo sono state effettuate tra il 1976 e il 1979. Sono state realizzate scavando con esplosivo (oltre 170.000 tonnellate) i versanti della montagna, muovendo 1,1 milioni di metri cubi di roccia arenacea e marna. La particolare composizione della roccia, friabile e poco stabile, ha richiesto l'applicazione di 543 tiranti di ancoraggio, lunghi 37 metri e aggrappati a bulbi di ancoraggio in cemento armato. La costruzione della diga, conclusa nel 1982, è stata realizzata in materiali inerti, con granulometria variabile a seconda del tipo d'uso. Il calcestruzzo è stato rinforzato con barre metalliche in acciaio. Il costo di costruzione è stato innalzato dalla distanza delle fonti di approvvigionamento dei materiali: le sabbie venivano dalle cave di San Bartolo di Ravenna, la ghiaia dal fiume Marecchia, dal Metauro e dal Tevere.
Gli inerti, una volta ripuliti, venivano immessi insieme al cemento nelle giuste proporzioni e controllati elettronicamente, per poi essere mescolati da tre betoniere da tre metri cubi l'una. Il getto avveniva tramite benne da cinque metri cubi ciascuna, condotte al punto di scarico mediante due teleferiche che partivano dal punto della spalla sinistra della diga. La posizione della teleferica poteva essere controllata da un carro mobile sulla spalla destra. Una volta scaricato, il calcestruzzo veniva assestato mediante vibrazioni prodotti da quattro vibratori idraulici.

## Caratteristiche
Il bacino raccoglie le acque del fiumi Bidente e Rio Celluzze ed è situato nel Parco nazionale delle Foreste Casentinesi. Il pelo del bacino si trova a 557 metri sul livello del mare, ed ha una lunghezza di quasi 5 chilometri con una superficie di 1,035 chilometri quadrati. La profondità delle acque raggiunge 82 metri. Il volume risultante è 33,06 milioni di metri cubi d'acqua.
La diga è alta 103,5 metri, con un'ampiezza superiore dell'arco di 432 metri e uno spessore di 10 metri. Alla base lo spessore della diga arriva a 36 metri.

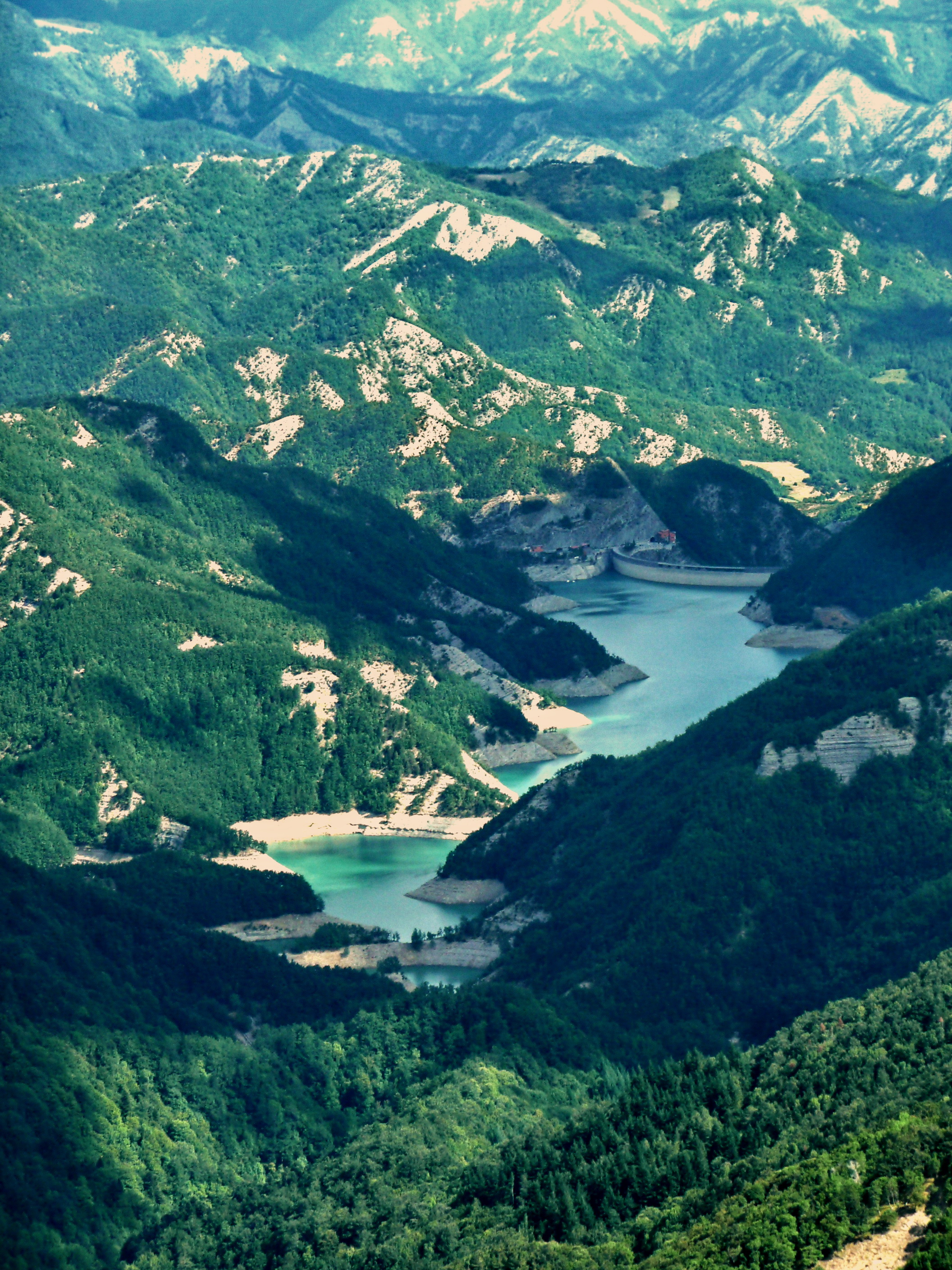
Il lago artificale generato dalla diga (lago di Ridracoli)

Dalla diga si diparte un canale di scarico lungo 300 metri, che va ad alimentare il residuo del fiume Bidente con 170 metri cubi d'acqua al secondo. Un secondo canale aggiunge 130 metri cubi al secondo, pescati a mezz'altezza. Sul coronamento, otto aperture rettangolari consentono la tracimazione nella zona centrale della diga, che ammonta a 600 metri cubi al secondo. Alla base della diga si trova un bacino di smorzamento da 6000 m² profondo 14 metri. Sono state costruite traverse di contenimento per ridurre la velocità dell'acqua immessa nel letto del Bidente.
La diga è controllata da un presidio di 11 tecnici e 900 strumenti.
Prima di essere inviata a un potabilizzatore e all'acquedotto, l'acqua alimenta una centrale idroelettrica a valle in concessione ad Enel Green Power e che sfrutta il salto altimetrico tra l'invaso e le vasche di raccolta a Capaccio-Settegalli. L’acqua proveniente dall’impianto di potabilizzazione di Capaccio viene trasferita fino alle vasche di carico di Monte Casale di Bertinoro. A Monte Casale è presente un'ulteriore centralina idroelettrica, realizzata nel 2000 allo scopo di sfruttare il contenuto energetico residuo dell’acqua e gestita direttamente da Romagna Acque. In vari siti di derivazione, ove il carico idraulico disponibile fosse sufficiente, sono state realizzate 6 mini-centraline idroelettriche. Le mini-centraline, alimentate dall'acqua potabile dalla diga, hanno potenza installata variabile da 60 kW a 250 kW e si trovano a Cesena, Faenza, Forlì, Montalbano e due a Riccione.
Nel 2020 le sette centrali e centraline idroelettriche gestite da Romagna Acque hanno prodotto 9,28 GWh di energia elettrica. La centrale idroelettrica di Isola di ENEL Green Power, con 7 MW ha prodotto 30,94 GWh.